# Anorrhinus galeritus
El cálao crestado (Anorrhinus galeritus) es una especie de ave bucerotiforme de la familia Bucerotidae autóctona de las selvas de la península Malaya, Borneo y Sumatra. No se reconocen subespecies.